# Literaturjahr 1505
Liste der Literaturjahre

◄◄ | ◄ | 1501 | 1502 | 1503 | 1504 | Literaturjahr 1505 | 1506 | 1507 | 1508 | 1509 | ► | ►►

Weitere Ereignisse
Dieser Artikel behandelt das Literaturjahr 1505.

## Ereignisse

### Prosa und Lyrik
- März: Francisco de Almeida wird vom portugiesischen König Manuel I. zum Vizekönig von Portugiesisch-Indien ernannt und bricht im gleichen Jahr mit 22 Schiffen auf der von Vasco da Gama entdeckten Route dorthin auf. Auf einem dieser Schiffe befindet sich auch der Deutsche Balthasar Sprenger, der diese Indienreise in seinem Reisetagebuch beschreibt, das er später unter dem Titel Meerfahrt veröffentlicht.

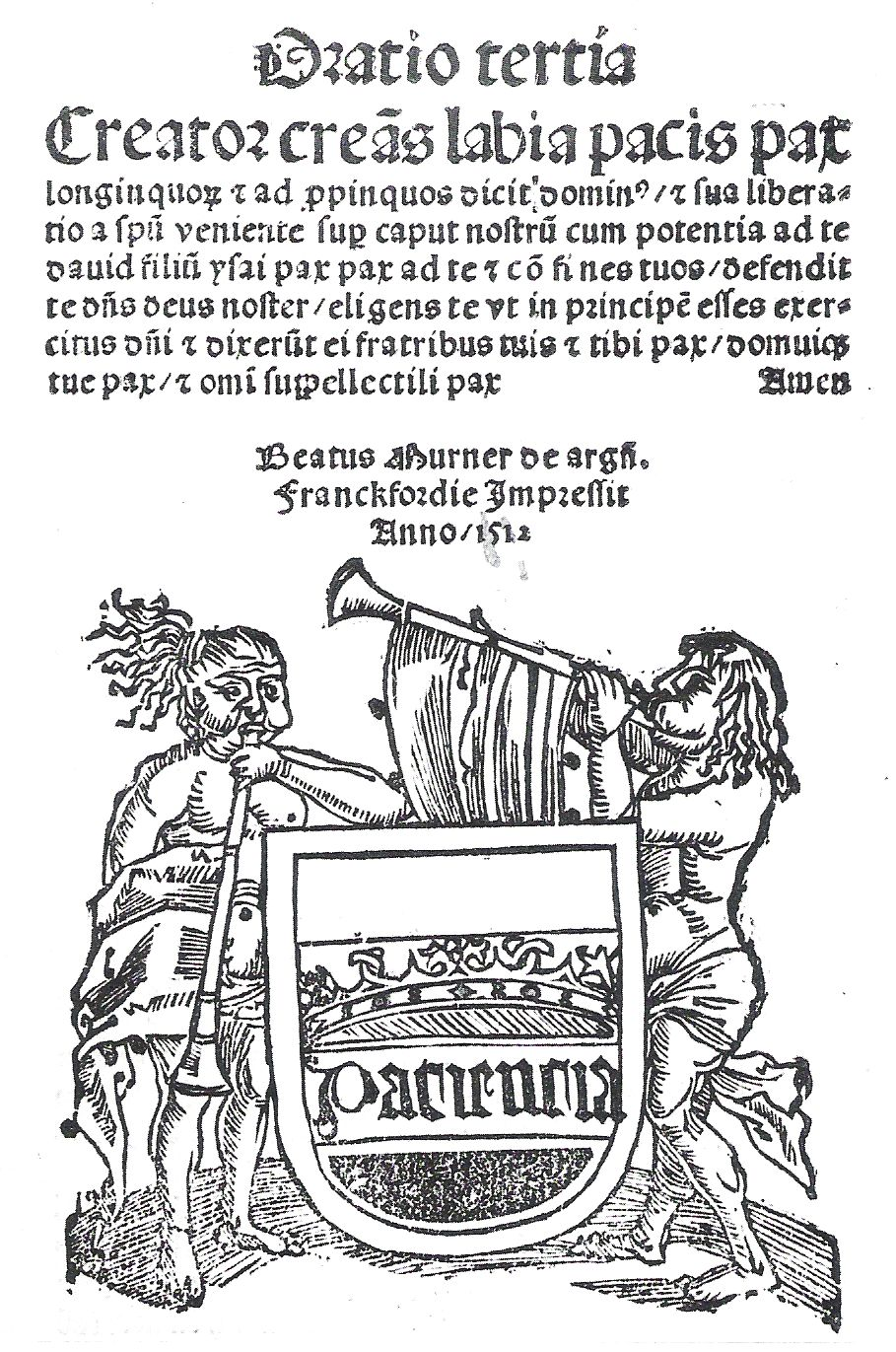
Patientia: Wappen und Wahlspruch von Thomas Murner als poeta laureatus

- Der italienische Humanist Ludovico Ariosto beginnt mit der Arbeit an seinem Hauptwerk, dem Versepos Orlando furioso (Der rasende Roland).
- Hieronymus Emser widmet sein moralisches Gedicht Eyn deutsche Satyra vnd straffe des Eebruchs der Herzogin Barbara von Sachsen.

### Rechtsliteratur

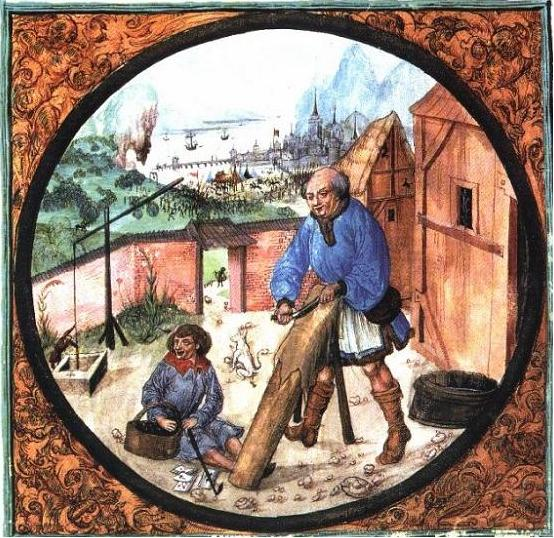
Bild aus dem Balthasar-Behem-Codex

- Im Balthasar-Behem-Kodex werden die Privilegien und Statuten der Stadt Krakau und seiner Gilden festgelegt.
- Die Verfassung Nihil Novi wird eine der wichtigsten Grundlagen der polnischen Adelsrepublik.

### Sonstiges
- Thomas Murner erhält von Maximilian I. die Dichterkrone als poeta laureatus.
- Mönche des Benediktinerklosters Sponheim bei Bad Kreuznach setzen einen Teil der vom dortigen Abt Johannes Trithemius gesammelten Klosterbibliothek in Brand, nachdem es zu Spannungen innerhalb des Konvents gekommen ist. Trithemius verlässt noch im gleichen Jahr das Kloster.

- 1500/1505: Das Straßburger Rätselbuch erscheint erstmals.
- um 1505: Die Fibel der Claude von Frankreich entsteht. Die spätere französische Königin Claude de France ist zu diesem Zeitpunkt etwa sechs Jahre alt.

## Geboren

### Geburtsdatum gesichert

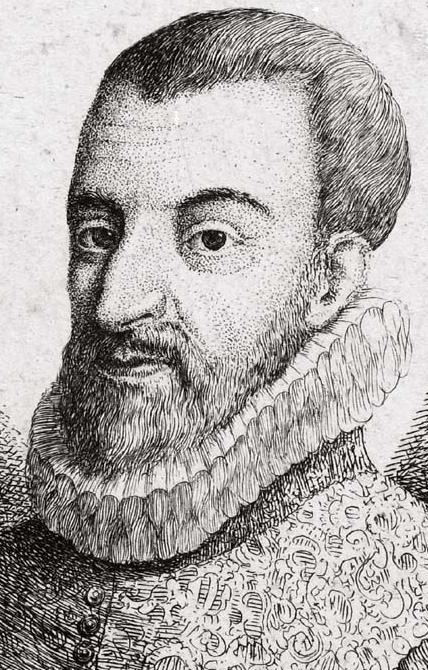
Aegidus Tschudi; * 5. Februar

- 5. Februar: Aegidius Tschudi, erster Schweizer Historiker und Glarner Politiker († 1572)

### Genaues Geburtsdatum unbekannt
- Margaret Roper, englische Übersetzerin und Autorin, Tochter von Sir Thomas More († 1544)

### Geboren um 1505
- Thomas Kantzow, deutscher Chronist und Historiker († 1542)
- Jörg Wickram: deutscher frühneuhochdeutscher Schriftsteller, Goldschmied und Maler († 1562)

## Gestorben
- 28. Januar: Giovanni Garzoni, italienischer Humanist, Rhetoriker und Lehrer (* 1419)
- 21. Oktober: Paul Scriptoris, deutscher Franziskaner und Theologe (* um 1460)